# June Hutton
June Hutton (* 11. August 1920 in Chicago; † 2. Mai 1973 in Encino, Kalifornien) war eine US-amerikanische Sängerin.
Sie war die Halbschwester von Ina Ray Hutton und sang ab Ende der 1930er Jahre in deren Orchester (als Elaine Merritt). Ab 1941 sang sie als Mitglied der Vokalgruppe The Stardusters im Charlie Spivak Orchester, mit denen sie auch im Film Pin Up Girl mit Betty Grable zu hören war. Ab 1944 war sie Mitglied der Pied Pipers, mit denen sie mehrere Hits hatte (insbesondere Dream). 1944 erschien eine Solo-Aufnahme von ihr mit dem Orchester von Paul Weston. In dem 1945 aufgeführten Film Der Wundermann (Wonder Man) sang sie den oscarnominierten Song So in Love. 1950 verließ sie die Pipers, verfolgte eine Solokarriere und nahm für Decca und ab 1952 für Capitol Records Songs auf. 1953 hatte sie drei Hits in den Charts (Say You're Mine Again, No Stone Unturned, For the First Time).
1951 heiratete sie den Bandleader und Arrangeur Axel Stordahl, dem sie im selben Jahr bei ihren regelmäßigen Auftritten in der Fernsehshow von Frank Sinatra begegnet war. Stordahl leitete auch das Backup-Orchester für viele ihrer Aufnahmen bei Capitol. 1957 machte sie ihre letzten Aufnahmen für das Label TOPS und zog sich dann von der Showbühne zurück.
Sie liegt im Forest Lawn Memorial Park (Glendale) neben ihrem Mann begraben.